# Mission Mill Museum
Mission Mill Museum es un museo histórico localizado en Salem, Oregón, Estados Unidos. Nos muestra los aparatos de trabajo de un molino de lana—el Thomas Kay Woolen Mill—y varios edificios históricos de Salem que han sido reconstruidos junto al molino.

## Historia
El "Kay Woolen Mill" original fue inaugurado en 1890, por Thomas L. Kay, cuya familia fundó el "Pendleton Woolen Mills". En sus mejores tiempo una fuerza laboral de 50 trabajadores 60 horas a la semana lo mantenían a plena producción. En 1895, un fuego destruyó la mayor parte del edificio principal del molino y sus anejos. Kay murió en 1900 y su hijo Thomas B. Kay tomó el relevo en su dirección hasta su muerte en 1931.
En 1898 fue reconstruido el molino. Dos espacios adicionales fueron añadidos en 1941.

## Museo
El museo incluye una exposición explicada sobre el poder del agua por gentileza de la Portland General Electric. En la exposición se muestra como trabaja el molino usando el agua procedente del arroyo Mill Creek.

## Estructuras en elNational Register of Historic Places
- Jason Lee House (1841) - el hogar del misionero Metodista Jason Lee el cual junto al "Parsonage", son los edificios catalogados más antiguos de Salem, y quizás el más viejo permanecer tal cual fue construido.
- Methodist Mission Parsonage (1841)
- John D. Boon House (1847)
- Pleasant Grove Presbyterian Church (1858)
- Thomas Kay Woolen Mill (1889)